# 의병승장비
의병승장비(義兵僧將碑)는 대한민국 충청남도 금산군 남이면에 있는, 임진왜란 때 승병장이 되어 나라를 구하려다 전사한 영규대사의 충혼을 기리고 있는 비이다. 1984년 5월 17일 충청남도의 문화재자료 제23호로 지정되었다.

## 개요
의병승장으로 금산전투에서 중봉 조헌과 함께 순절한 기허당 영규대사의 순절사적비로서 1840년(헌종 6년)에 보석사 입구에 건립되었다.
비문을 지은이는 우의정 조인영이며, 금산군수 조취영이 글씨를 썼고, 비는 비각 안에 있다. 비의 앞면에는 큰 글자로 '의병승장'이 새겨져 있으나 자획이 심하게 훼손된 상태이다. 왼쪽 면에는 창건화주 낙봉대인 등 건립 당시의 관계 인물의 이름을, 오른쪽 면에는 앞면의 '의병승장'을 창녕위 김병주가 썼음을 기록하였다. 1940년 일본 경찰이 비각을 헐고 자획을 훼손하여 땅에 묻혔던 것을 광복 후에 다시 세워 오늘에 이르고 있다.

## 같이 보기
- 영규대사

## 참고 자료
- 의병승장비 - 국가유산청 국가유산포털